# The Witness for the Prosecution and Other Stories
The Witness for the Prosecution and Other Stories est un recueil de onze nouvelles écrites par Agatha Christie, publié en 1948 aux États-Unis chez l'éditeur Dodd, Mead and Company.
Il est composé de six nouvelles policières (nos 1, 4, 5, 7, 8 et 11) et cinq nouvelles fantastiques (nos 2, 3, 6, 9 et 10). Seule la nouvelle no 7 met en scène un personnage récurrent : le détective belge Hercule Poirot.

## Composition du recueil
1. Accident (Accident)
2. The Fourth Man (La Vivante et la morte)
3. The Mystery of the Blue Jar (Le Mystère du vase bleu)
4. The Mystery of the Spanish Shawl (L'Aventure de Mr Eastwood)
5. Philomel Cottage (Philomel Cottage)
6. The Red Signal (Le Signal rouge)
7. The Second Gong (Le Second Coup de gong)
8. Sing a Song of Sixpence (Une chanson pour six pence)
9. S.O.S. (S.O.S.)
10. Where There's a Will (T.S.F.)
11. The Witness for the Prosecution (Témoin à charge)

## Publications

### Royaume-Uni
Le recueil n'a pas d'équivalent au Royaume-Uni, les nouvelles sont publiées dans différents recueils :
- les nouvelles nos 2, 3, 6, 9, 10 et 11 sont publiées en 1933 dans The Hound of Death and Other Stories ;
- les nouvelles nos 1, 4, 5 et 8 sont publiées en 1934 dans The Listerdale Mystery and Other Stories ;
- la nouvelle no 7 est publiée en 1991 dans Problem at Pollensa Bay and Other Stories.

### France
Le recueil n'a pas d'équivalent en France, les nouvelles sont publiées dans différents recueils :
- les nouvelles nos 1, 4, 5 et 8 sont publiées en 1963 dans Douze nouvelles ;
- les nouvelles nos 3, 10 et 11 sont publiées en 1969 dans Témoin à charge ;
- les nouvelles nos 6 et 9 sont publiées en 1971 dans Allô, Hercule Poirot ;
- la nouvelle no 2 est publiée en 1981 dans Le Flambeau ;
- la nouvelle no 7 est publiée en 2001 dans Le Second Coup de gong.